# Крествуд (Кентаки)
Крествуд (енгл. Crestwood) град је у америчкој савезној држави Кентаки.

## Демографија
По попису из 2010. године број становника је 4.531, што је 2.532 (126,7%) становника више него 2000. године.
| Група             | 2000.         | 2010.         |
| Белци             | 1.852 (92,6%) | 3.933 (86,8%) |
| Афроамериканци    | 43 (2,2%)     | 158 (3,5%)    |
| Азијати           | 12 (0,6%)     | 67 (1,5%)     |
| Хиспаноамериканци | 63 (3,2%)     | 286 (6,3%)    |
| Укупно            | 1.999         | 4.531         |